# نوکمرکلی سیاه
نوکمرکلی سیاه (نام علمی: Daphoenositta miranda) نام یک گونه از سرده نوکمرکلی‌ها است.